# Giorgio Bordignon
Giorgio Bordignon (Bassano del Grappa, 2 settembre 1927) è un ex calciatore italiano, di ruolo difensore.

## Carriera
Dopo gli esordi con il Bassano, passa al Marzotto Valdagno con cui vince il campionato di Serie C 1950-1951 e debutta in Serie B l'anno successivo, disputando 20 gare.
Dopo un anno in Serie C con il Parma, rientra al Marzotto che lo cede al Taranto, dove disputa tre campionati di Serie B per un totale di 95 presenze e 6 reti.
Passa infine al Cosenza, con cui vince il campionato di Campionato Interregionale 1957-1958 e gioca le due stagioni successive in Serie C.

## Palmarès

### Club

#### Competizioni nazionali
- Serie C: 2

Marzotto Valdagno: 1950-1951
Parma: 1953-1954
- IV Serie: 1

Cosenza: 1957-1958